# Pierre Bertholon de Saint-Lazare
Pierre Bertholon de Saint-Lazare (Montpellier, 21 ottobre 1741 – Montpellier, 21 aprile 1800) è stato un abate e fisico francese, membro della Société royale des sciences di Montpellier.

## Biografia
Insegnò fisica a Montpellier. Oltre a un esposto sul vino, si devono a lui diverse opere sull'elettricità, il parafulmine (fu amico di Benjamin Franklin) e un apparecchio per prevenire i terremoti.

## Pubblicazioni
- Esposto su un nuovo mezzo per preservarsi dai fulmini, 1777.
- Dell'elettricità del corpo umano nello stato di salute e di malattia, opera nella quale si tratta dell'elettricità dell'atmosfera, della sua influenza e dei suoi effetti sull'economia animale. ecc. ecc., 1780.
- Esposto per conseguire il premio della Società reale delle scienze di Montpellier nel 1780 sulla seguente questione: determinare per un mezzo fisso, semplice e alla portata di tutti i coltivatori, il momento nel quale il vino in fermentazione nel tino avrà acquisito tutta la forza e tutta la qualità di cui è suscettibile, 1781.
- Nuove Prove dell'efficacia dei parafulmini, 1783.
- Dell'elettricità dei vegetali, 1783.
- Dei vantaggi che la fisica e le arti che ne dipendono possono trarre dai globi aerostatici, 1784.
- Dell'elettricità del corpo umano nello stato di salute e di malattia, 2 volumi, 1786.
- Della Salubrità dell'aria nelle città e in particolare dei mezzi per procurarla, opera premiata dall'Accademia di Lione, 1786.
- Dell'elettricità delle meteore, opera nella quale si viene a trattare dell'elettricità naturale in generale, e delle meteore in particolare, 2 volumi, 1787.

Questo esposto contiene una tabella delle gravità specifiche di differenti vini: vini bianchi di Francia ordinari, di Moscou, di Frontignac, di Bourgogne, d'Orléans, di Campiene, vini rossi di Saint-Laurent, di Pontacq, di Spagna, di Rota, di Malaga, de Xérès, delle Canarie, di Malvoisie, del Reno, del Capo di Buona Speranza.
- Della Taglia della vigna, esposto che consegue il premio dell'Academia di Montauban, 1788.
- Giornale delle scienze utili, per una società di gente di lettere, redatto e messo in ordine da M. l'abate Bertholon, 12 dispense in 4 volumi, 1791.